# Der Bergführer
Der Bergführer (Frans: Le guide alpin) is een Zwitserse stomme film uit 1918, geregisseerd door Eduard Bienz. Het was de eerste Zwitserse langspeelfilm.

## Omschrijving
Der Bergführer werd opgenomen in Studio Lips in de Bazel in Bazel. Er werden ook scènes gefilmd aan de Aletschgletsjer, de Kandersteg en de Jungfraujoch, in Zwitserland van juli tot augustus 1917. Op 17 januari 1918 werd de film in Zwitserland uitgebracht. Het scenario is naar de hand van regisseur Eduard Bienz, die tevens de rol van Alfred Foch op zich nam. De film betekende de eerste en tevens enige hoofdrol van de Zwitserse actrice Leny Bider.

## Rolverdeling
| Acteur          | Personage     |
| --------------- | ------------- |
| Leny Bider      | Marie Egger   |
| Paul Nowakowsky | Andreas Jenny |
| Eduard Bienz    | Alfred Foch   |